# Zetomimus brevis
Zetomimus brevis är en kvalsterart som beskrevs av Ohkubo 1987. Zetomimus brevis ingår i släktet Zetomimus och familjen Ceratozetidae. Inga underarter finns listade i Catalogue of Life.